# Eupetersia coerulea
Eupetersia coerulea är en biart som beskrevs av Blüthgen 1928. Eupetersia coerulea ingår i släktet Eupetersia och familjen vägbin. Inga underarter finns listade i Catalogue of Life.